# Sbarco a Melito
Lo sbarco a Melito Porto Salvo è un episodio della spedizione dei Mille che segnò l'inizio delle operazioni dell'Esercito meridionale garibaldino sulla parte continentale del Regno delle Due Sicilie.
Fu effettuato, nella notte tra il 18 e il 19 agosto 1860, da Giuseppe Garibaldi e da 3 500 camicie rosse con l'obbiettivo di attraversare lo stretto di Messina e risalire la penisola italiana.
Nella zona dello sbarco si opponevano ai garibaldini circa 16 000 effettivi dell'esercito borbonico schierati a difesa della costa calabra.
Va ricordato che lo sbarco sulla costa calabra fu reso possibile anche dalla mancata attuazione del blocco navale europeo, invocato da Francesco II e non attuato per decisione britannica, anche per l'intervento di Giacomo Filippo Lacaita, rifugiato politico in Inghilterra, il quale ebbe una parte importante nell'influenzare il ministro britannico Lord Russell sulla non ingerenza negli affari italiani.

## Eventi

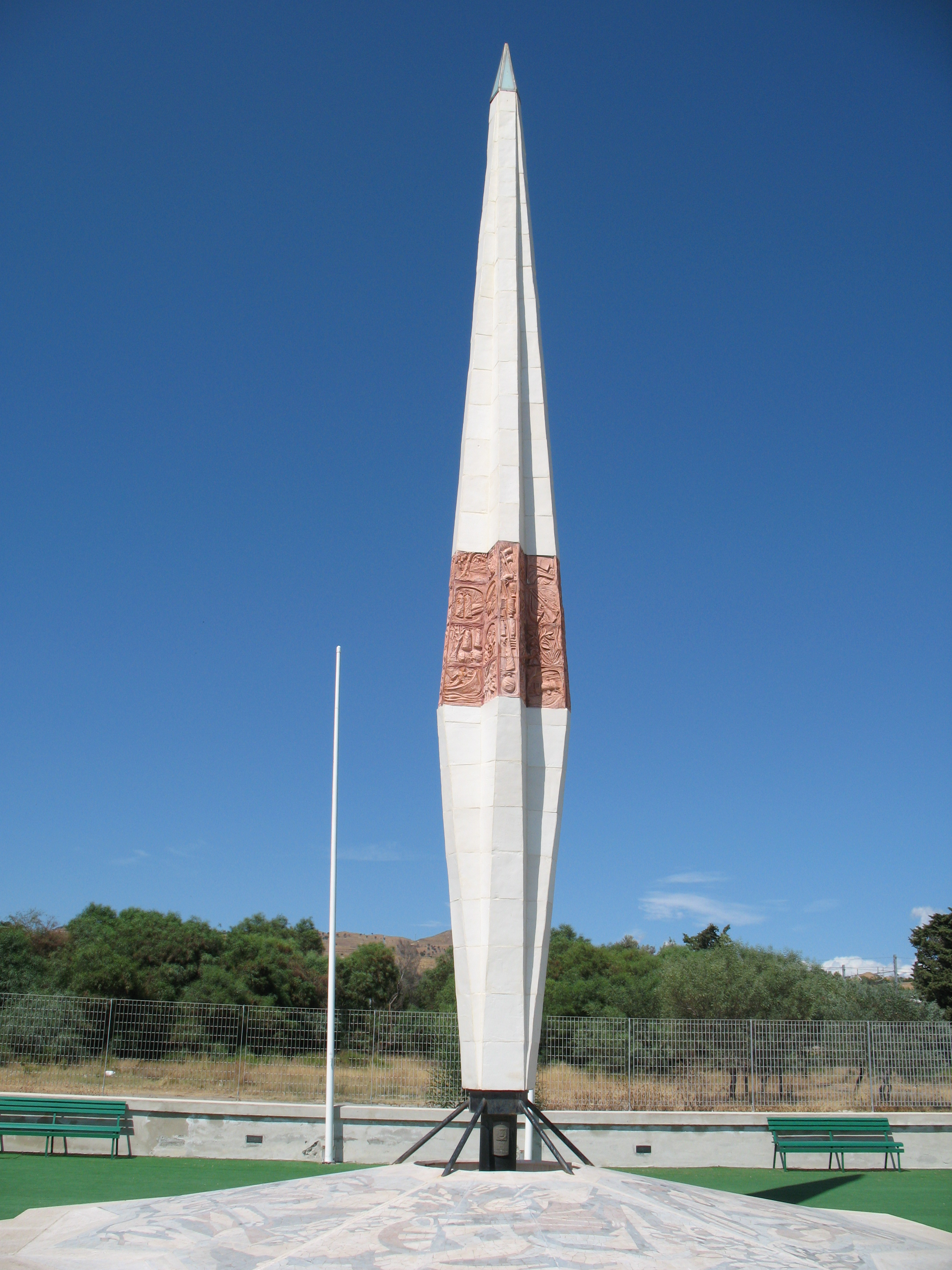
Stele commemorativa dello sbarco garibaldino del 19 luglio 1860 presso il Museo Garibaldino di Melito di Porto Salvo.

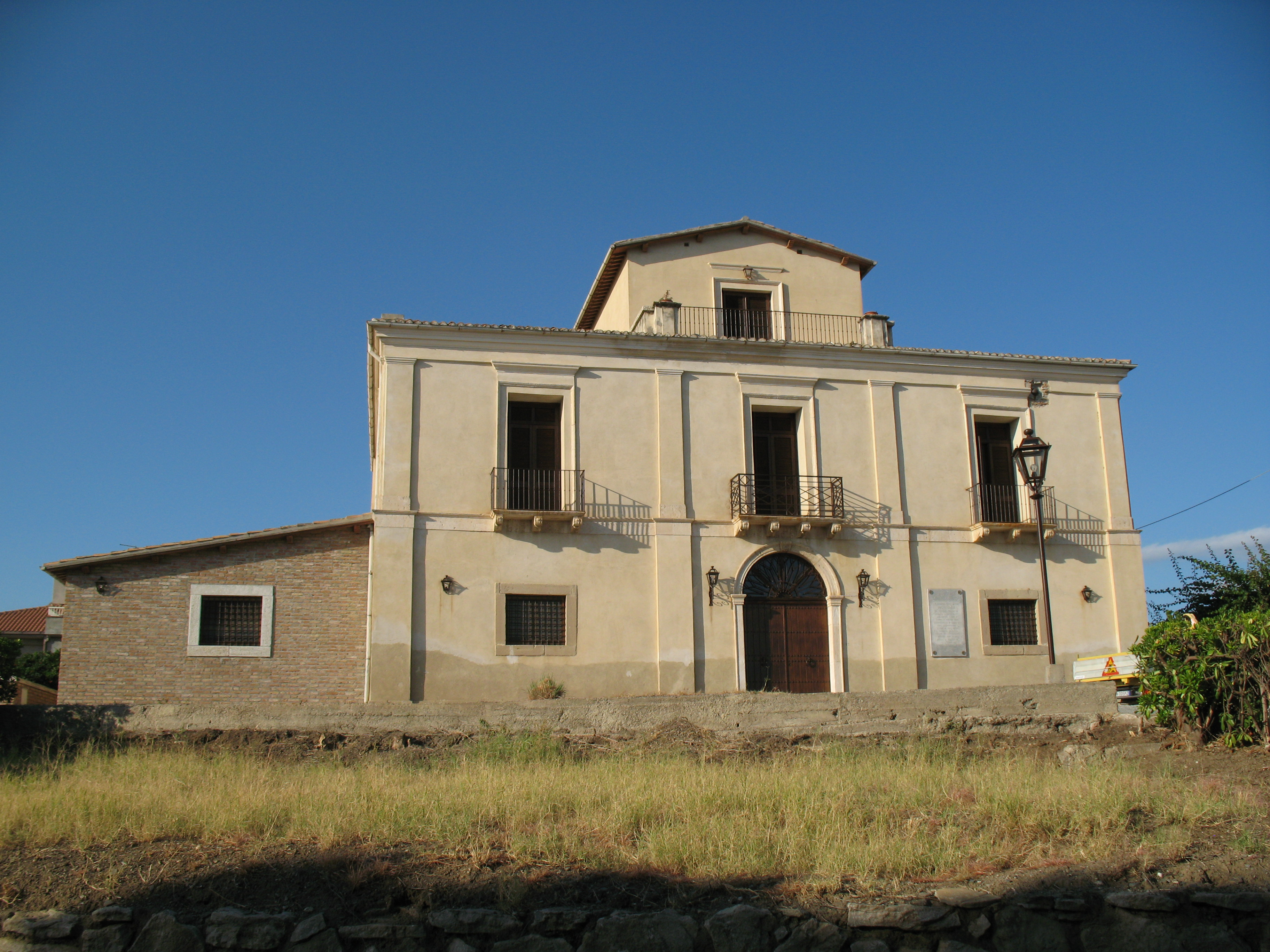
Casina "Ramirez" dove Giuseppe Garibaldi soggiornò subito dopo lo sbarco a Melito di Porto Salvo il 19 agosto 1860

Lo sbarco costituì la logica prosecuzione strategico-militare dell'invasione della Sicilia, iniziata con lo sbarco a Marsala l'11 maggio 1860, conquistata definitivamente dopo la vittoria di Milazzo e la presa di Messina.

### Prodromi
Dopo la firma della convenzione Clary-Medici, che consegnava la Sicilia ai garibaldini, mantenendo all'esercito delle Due Sicilie le sole piazzaforti di Siracusa ed Augusta insieme alla cittadella di Messina, Giuseppe Garibaldi incominciò a progettare il passaggio sulla parte continentale del Regno delle Due Sicilie della spedizione dei Mille.
L'attraversamento dello stretto non si presentava facile per due motivi: il forte pattugliamento della flotta borbonica e la carenza di naviglio adatto al trasporto degli ormai quasi 20 000 uomini al seguito di Garibaldi.
Allo scopo di attraversare lo Stretto Garibaldi incaricò il Castiglia, comandante generale della Marina siciliana, di censire i mezzi disponibili a questo scopo e radunarli nel porto di Palermo e negli altri porti della costa settentrionale. Castiglia riuscì a radunare circa 150 barche che fece successivamente giungere a Milazzo, tra il 18 e il 22 luglio e che dal 27 iniziarono a spostarsi verso Messina. A queste barche si unirono anche tre vapori armati con cannoni. Aumentate in seguito le barche a disposizione, il Castiglia le divise in quattro divisioni di 40 barche ciascuna, eccetto la prima che ne comprendeva 50; la flotta era sotto il comando dello stesso Castiglia, mentre Gustavo Tilling ne era il comandante in seconda e aveva il titolo di capo di stato maggiore. Inoltre cinque barche, denominate cannoniere, erano state dotate di un cannoncino in modo tale dare alla flotta dei mezzi di offesa e di difesa.

### Laspedizione Musolino
Dopo che vari tentativi di passare lo Stretto, attentamente sorvegliato da una squadra della Marina borbonica, erano falliti, il 9 agosto, su proposta di Benedetto Musolino che aveva assicurato – tramite contatti da lui stabiliti – che sarebbe stato possibile impadronirsi del forte di Altafiumara, una spedizione fu approntata sotto il comando del Musolino stesso e l'8 agosto 25 barche con 12 volontari ciascuna furono preparate per il tentativo; Garibaldi venne in serata a dare le ultime istruzioni e ad animare i volontari. Due navi con 2000 uomini erano state preparate ed attendevano solo il segnale che il forte era stato conquistato per passare lo Stretto. Durante la traversata, alcune delle barche all'estremità sinistra della formazione, sotto il comando del De Flotte persero contatto con il resto della flotta e dovettero tornare indietro; invece altre barche, che portavano le Guide del Missori e i bersaglieri del Bonnet, presero terra lontano dalla flotta principale riprendendo contatto con il resto della spedizione solo parecchie ore più tardi.
All'arrivo i garibaldini di Missori non trovarono le persone del luogo incaricate di guidarle; decisero comunque di cercare di avvicinarsi al forte di Altafiumara, ma la squadra garibaldina, quando era quasi arrivata sotto il forte, si imbatté in una pattuglia borbonica ed ebbe con essa uno scambio di colpi che portò alla ritirata degli uomini di Missori, ritirata causata anche dal colpo di cannone sparato dal forte che aveva messo in allarme tutte le forze borboniche presenti nei dintorni; perso così il vantaggio della sorpresa, gli uomini di Missori decisero di ritirarsi verso l'Aspromonte; il colpo di cannone fu udito anche sulla sponda siciliana dove si trovava Garibaldi che, proprio in conseguenza del colpo di cannone, annullò la spedizione composta da 2000 uomini che era stata preparata. Gli uomini di Missori, guidati da gente del luogo, sostarono infine su un vasto altopiano, quello della Melià. Il mattino successivo, quando ancora non aveva deciso cosa fare, visto che il loro obiettivo di occupare il forte era fallito, furono raggiunti da Gerace, un patriota del luogo, che portava con sé delle provviste di cui i garibaldini mancavano (essi infatti contavano di usare le provviste presenti presso il forte e, in alternativa, sull'aiuto delle popolazioni locali). Il Gerace li informò che il Comitato liberale di Reggio sapeva del loro sbarco e li avrebbe assistiti, inoltre dai paesi vicini sarebbero giunti presto viveri e uomini in loro aiuto; andato via il Gerace, portando con sé una lettera del Missori per Garibaldi, le sentinelle segnalarono l'avvicinarsi del resto degli uomini della spedizione capitanati dal Musolino, la cui colonna doveva al momento lamentare l'assenza di una decina di uomini i quali, smarritisi nel buio, erano caduti in mano ai napoletani. Il Musolino comunicò che anch'essi si erano scontrati con le truppe borboniche, ritirandosi in seguito verso la montagna e ricevendo soccorso nel paese di Fiumara. La spedizione, spostatasi ancora, si riposò la notte successiva presso una fattoria situata ai piedi del Monte Sant'Angelo.
Visto il fallimento dell'obiettivo prefissato (la conquista del forte di Altafiumara) gli ufficiali garibaldini riuniti in consiglio prima dell'arrivo del Musolino avevano incaricato il Cattabeni di recarsi presso il generale per riferirgli cosa era successo e richiedere la rimozione del Musolino dal suo incarico di comandante della spedizione per la sua inettitudine, e la sua sostituzione con Missori. A causa della sorveglianza borbonica il Cattabeni non riuscì ad attraversare lo Stretto e dovette inviare una lettera a Garibaldi; il Generale rispose, al Musolino, che «io vi sono amico e possedete la mia intera fiducia, ma se l'opinione dei nostri e del paese si manifestasse per Missori, concedetegli il comando». Alla fine il Musolino comunicò al generale che «gli stessi ufficiali unanimi risolvettero di conservarmi il comando per l'organizzazione rivoluzionaria, per l'amministrazione e il governo provvisorio, manifestando il desiderio di vedere il Missori comandante per le operazioni militari».
Nel consiglio tenuto il 10 agosto si decise di attendere l'arrivo dei rinforzi "locali" che incominciarono a giungere il giorno stesso, al comando di Domenico de Lieto (120 uomini); il giorno seguente, di primo mattino, al comando del Gerace giunse un altro centinaio di persone e altrettanti al seguito di Agostino Plutino, probabilmente il più importante tra i liberali della provincia presenti. La colonna raggiunse così la consistenza totale di circa 500 uomini. Nel consiglio del giorno 11 non vennero prese decisioni in quanto s'ignoravano i movimenti del nemico, perciò una pattuglia guidata dal Missori e dal Mario si spinse in esplorazione fino a un colle sopra il forte di Torre Cavallo; la scoperta della presenza della pattuglia nemica mise in agitazione la guarnigione borbonica la quale, riavutasi dalla sorpresa e non vedendo giungere altre truppe incominciò a manovrare per catturarla, ma i garibaldini, riusciti a sganciarsi, tornarono al campo. Si decise quindi, vista l'aggressività mostrata dalle truppe regie, di spostarsi ancora di più verso l'interno. Giunti al monte Basilicò, Musolino comunicò la nuova posizione a Garibaldi e vistosi respingere il suggerito attacco su Reggio, seguì le indicazioni del generale di disturbare quanto più possibile le comunicazioni nemiche. Nel frattempo il maresciallo Vial ordinava ai generali Briganti e Melendez di effettuare una battuta con metà del 1º cacciatori per disperdere i rivoltosi e al solo Briganti di comunicare al generale di Marina Salazar che «la crociera deve essere attiva e vigilante tra Reggio e Scilla». Le forze borboniche dislocate nella provincia erano destinata a raggiungere, il 25 agosto, la cifra di 12 000 uomini. L'incarico di disperdere i garibaldini presenti in Aspromonte venne dato al colonnello Giuseppe Ruiz de Ballesteros, a cui fu messa a disposizione una colonna mobile formata col 1º e con il 5º cacciatori. Nel frattempo gli uomini del Musolino, per contrastare le manovre borboniche, si mossero verso i Piani di Aspromonte presso la casa dei Forestali, all'epoca ancora in costruzione.

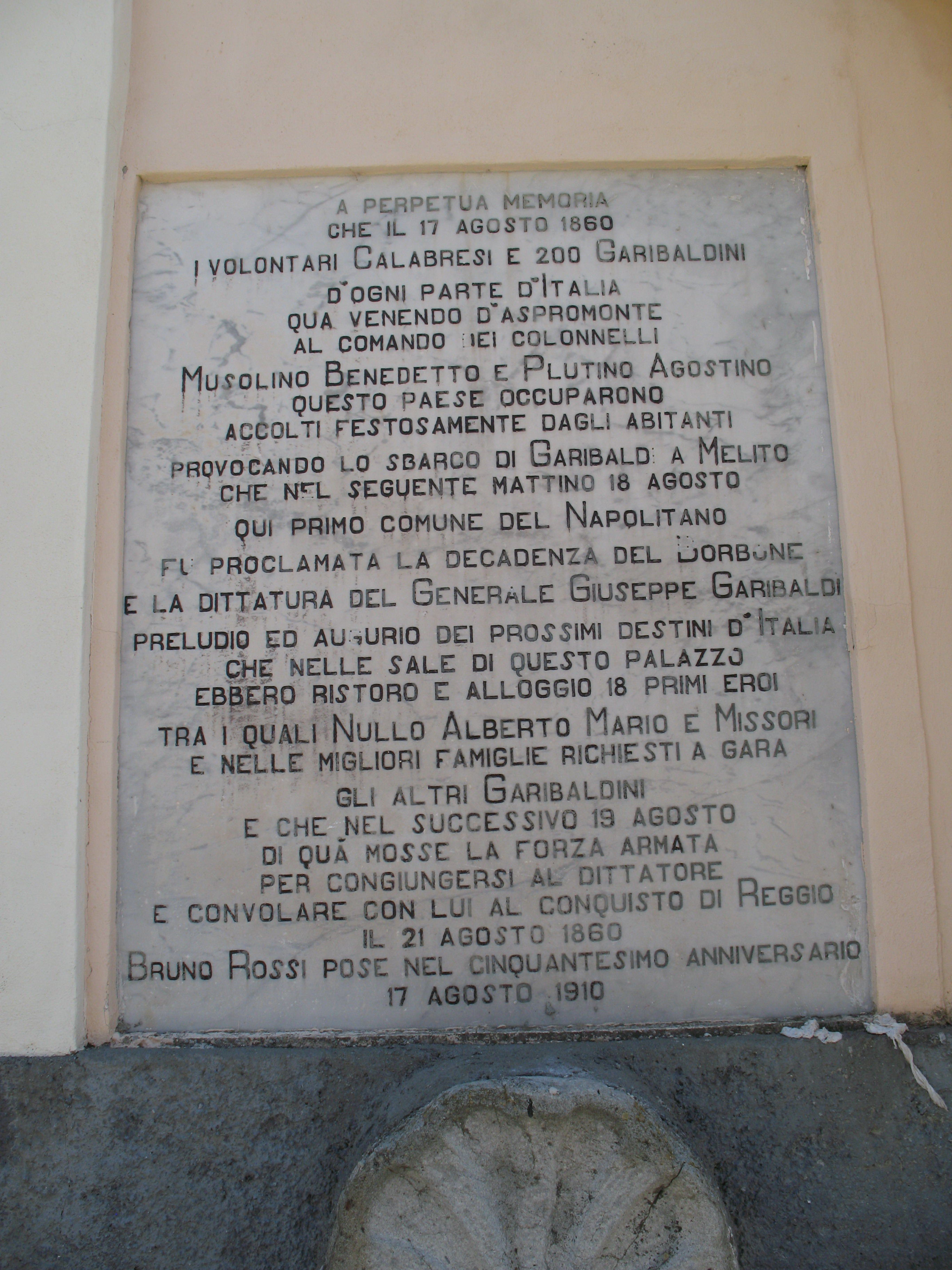
Lapide di San Lorenzo dedicata ai volontari italiani

Mentre il Salazar riceveva giorno 13 agosto l'ordine di distruggere il naviglio garibaldino che si potesse prestare ad uno sbarco in Calabria (ordine da lui eseguito svogliatamente), Missori, con l'appoggio di Musolino e l'opposizione di Plutino, decise di effettuare una scorreria su Bagnara, azione che si risolvette però essenzialmente in un fallimento, non portando nessun beneficio e costando una marcia di 22 ore su un terreno molto difficile e influendo negativamente sul morale dei volontari. Respinto quindi il suggerimento del Plutino di ritirarsi verso Gerace, fu deciso per il giorno dopo di recarsi a Pedavoli. In questo paese, dove si stava festeggiando l'Assunta i garibaldini ricevettero un'ottima accoglienza e vi si trattennero, tra banchetti e danze, fino al 15 inoltrato. Ritornati ai Forestali il 16, vi trovarono la signora Le Monnier, corrispondente del francese Journal des Débats, che li informò sul fatto che in Sicilia su di loro girava la voce, tra le altre, che fossero tutti morti e che da tre giorni Garibaldi era scomparso e non si sapeva dove fosse. Rinviata la Le Monnier con la scorta di un ufficiale e una lettera per il capo di stato maggiore Sirtori, i capi della spedizione dovettero incominciare in serata a preoccuparsi delle forze di Ruiz che, divise in tre colonne, si stavano ormai approssimando al loro accampamento; il campo fu tolto e i garibaldini si inoltrarono nella foresta non potendo, anche per le divisioni interne tra il Missori e il Musolino da un lato e il Plutino dall'altro, offrire una resistenza decisa alle forze borboniche. I garibaldini si diressero quindi verso San Lorenzo perdendo per strada, a causa di diserzioni, 200 dei 500 calabresi che si erano uniti loro dall'inizio della spedizione. San Lorenzo permetteva agli uomini di Musolino di controllare agevolmente la zona da Melito a Reggio. Nel frattempo le forze di Ruiz, che il 16 si erano riposate ai Forestali e il 17 si erano mosse verso Santo Stefano, furono distolte dall'inseguimento da un avviso del generale Briganti che segnalava un possibile sbarco garibaldino tra Bianco e Bovalino, spingendo il Ruiz a muoversi verso Pedavoli, da dove il giorno dopo ritornò verso Villa San Giovanni a causa della notizia di uno sbarco «tra Capo d'Armi e Pellaro di circa 6 mila garibaldesi».
Il Musolino, all'oscuro dei movimenti delle forze regie, comunicava intanto al Generale l'intenzione di rimanere a San Lorenzo «posizione felicissima, che il nemico non potrebbe investire con meno di 5 - 6 mila uomini, che io per altro sono in grado di respingere con successo […] In questa posizione io non sono che ad 8 ore di distanza da Reggio e a 4 dalla marina di Bova, onde potrei operare facilmente ed efficacemente per appoggiare uno sbarco nell'uno e nell'altro punto».
La mattina del 19 due uomini della colonna del Musolino, Ergisto Bezzi e Angelo Golini, si diressero verso Melito Porto Salvo per procurarsi viveri, esplorare e tagliare i fili del telegrafo. Giunti nelle vicinanze di Melito sentirono dei colpi di cannone e arrivati in cima ad un colle videro due navi borboniche tirare verso un vapore arenato mentre gruppi di camicie rosse sbarcavano; rimasti all'inizio interdetti si precipitarono subito dopo verso i compagni, dai quali appresero che si trattava di una spedizione di 3500 uomini, con a capo Garibaldi e Bixio, appena sbarcati in Calabria. Furono quindi portati dal Generale che, dopo averli interrogati, rimandò indietro il solo Golini con un messaggio per il Musolino:
L'annuncio fu accolto con grande gioia dai garibaldini presenti a San Lorenzo, che si affrettarono ad unirsi ai compagni appena sbarcati.

### Lo sbarco di Garibaldi
La notte tra il 18 e il 19 agosto 1860 Giuseppe Garibaldi e circa 3200/3500 Camicie Rosse, a bordo dei due piroscafi Torino e Franklin, partì da Naxos seguendo una rotta di attraversamento dello stretto più lunga e indiretta al fine di eludere il pattugliamento della flotta borbonica. Garibaldi era sul Franklin con 1200 uomini, mentre Bixio con circa altri 3000 uomini era imbarcato sul piroscafo Torino.
I due piroscafi vennero intercettati da due fregate borboniche, ma non furono attaccate perché Garibaldi diede ordine di issare la bandiera americana.
Nonostante il Torino si fosse arenato sulla spiaggia di Rùmbolo (frazione Annà di Melito), tutti gli uomini riuscirono a sbarcare.

### Presa di Melito
Garibaldi e i suoi entrati in Melito furono raggiunti, il 20 agosto, da Missori che aveva raggiunto nei giorni precedenti San Lorenzo nell'entroterra alle spalle di Melito. Le due forze si riunirono alle porte di Reggio Calabria.

### Conseguenze
Altri sbarchi avvennero il 21, tra Favazzina e Scilla, ad opera di Enrico Cosenz.
Con la presa di Melito Porto Salvo, i volontari garibaldini, dopo essersi organizzati logisticamente, anche grazie al successivo sbarco di ulteriori contingenti, partirono alla conquista di Reggio. Una volta sbarazzatisi delle ultime resistenze borboniche iniziarono la inarrestabile risalita del Mezzogiorno sino alla presa di Napoli e alla vittoria finale contro l'esercito di Francesco II di Borbone, avvenuta con la battaglia sul fiume Volturno (battaglia del Volturno), a Nord di Caserta (1-2 ottobre 1860), con cui si concluse la spedizione dei mille, iniziata il 5 maggio dello stesso anno con la partenza del Piemonte e del Lombardo (le due navi che imbarcavano il Generale e le sue camicie rosse) da Quarto.
Va detto che se alla partenza i volontari contavano appunto circa poco più di mille unità, durante la conquista della Sicilia, e successivamente con la risalita del Mezzogiorno, le file garibaldine si ingrossarono sino a contare quasi 30 000 uomini.

## Testimonianze
Riportiamo qui di seguito la testimonianza di Giuseppe Cesare Abba, un volontario e testimone della spedizione dei Mille, ,
Il Dittatore non è più a Torre del Faro, né a Messina, né in Sicilia: si sente da tutti come qualcosa che sia venuto meno nell’aria, nella natura, in noi: ma nessuno osa dire né chiedere che sia stato di lui. Pare che ognuno temerebbe di sentirselo galoppare addosso gridando: ‘Tu che vuoi sapere?’ Intanto s’odono dei discorsi cozzanti come sciabole. C’entra l’Imperatore di Francia, c’entra Vittorio Emanuele, e una lettera che si dice egli abbia scritta al Dittatore, per intimargli di astenersi d’ora in poi da qualunque passo contro il Re di Napoli.

- Lustre per tener a bada l’Europa? Dice uno.

- Scrivano e leggano, dice un altro, noi intanto una di queste notti passeremo lo Stretto.

Ma quelli che vorrebbero andare più alla lesta, dicono addirittura che Vittorio farebbe meglio a mandar Persano, col Governolo e colla Maria Adelaide, a piantarsi in mezzo al Canale per farci far largo.»
(Giuseppe Cesare Abba, Da Quarto al Volturno)
Cannonate laggiù in mare verso il Capo dell’Armi! Che poesia di nomi! Ma che sgomento pensar che ogni colpo spegne la vita a tanti, tra i quali può essere qualche amico che non vedremo mai più! Gente che viene da Catania dice che nella notte arrivarono a Giardini due vapori, che tutti quei di Bixio vi montarono, ma non sanno altro…
Bixio è in Calabria, Bixio! Col Dittatore! Dunque è ricomparso improvviso un’altra volta su la spiaggia nemica, quest’uomo che un po’ pare appena vivo, un po’ si trasforma arcangelo che spiega l’ali e rota la spada come un raggio di sole! Marsala e Melito, due nomi, due sbarchi; Garibaldi e Bixio due volte nello stesso cielo di gloria; e noi qui che si vorrebbe tutti gettarsi in mare e nuotando arrivar di là”.»
(Giuseppe Cesare Abba, Da Quarto al Volturno)
Citiamo infine, dal testo di Alfonso Scirocco su Garibaldi, l'episodio di Melito:
(A. Scirocco, Giuseppe Garibaldi)